# Ян Сюн
Ян Сюн (кит. 扬雄; 53 до н. э. — 18 н. э.) — древнекитайский философ-конфуцианец, литератор, поэт и филолог ханьского времени.
Основными философскими произведениями Ян Сюна являются «Тай сюань цзин» («Канон великого сокровенного») и «Фа янь» («Образцовые речи»). «Тай сюань цзин» («太玄经») создан в подражание «Чжоу и», но вместо системы 64 гексаграмм Ян Сюн предложил систему из 81 тетраграммы. «Фа янь» создан в подражание «Лунь юй» и написан в форме вопросов и ответов.
Сочинение Ян Сюна «Фанъянь» (方言, Fāngyán) («Диалекты») является важнейшим источником по диалектологии древнекитайского языка.

## Сочинения
- Фа янь. Гл. 1,3-5, 12. Тай сюань цзин (фрагменты). Вступ.ст. и пер. Е. П. Синицына // Древнекитайская философия эпохи Хань. М., 1990.
- Уолтерс Д. «Книга Великой тайны»: забытое дополнение к «Книге Перемен». Пер. с анг. Киев, 2002.-224 с.
- Nylan, Michael. The Canon of Supreme Mystery by Yang Xiong: A Translation with Commentary of the T’ai Hsuan Ching. Albany: State University of New York Press, 1993.